# 天津蓟县莱德商厦火灾
蓟县莱德商厦火灾，官方称之为蓟县“6·30”火灾事故，是指2012年6月30日15时41分在中华人民共和国天津市蓟县县城莱德商厦的一起火灾。这一起中国火灾把整栋商厦烧毁。

## 建築設計
莱德商厦位于蓟县县城中昌北大街与新华大街交叉路口东北侧，主要经营范围包括服装、化妆品、床上用品等。

## 火灾经过
2012年6月30日15时41分起火。《财新周刊》报道，火灾后商场經理因怕顾客不付钱就离开，曾下令将西南門和西門兩道出入口卷簾門拉下而關閉出口。央視《東方時空》播出的莱德商厦监控录像，顯示火灾一瞬（15時41分）兩道大門可以自由出入，15時41分之后兩道大門是否被關閉則不得而知。目击者向《新京报》指称很多3楼以上的被困者跳楼逃生。当晚火被扑灭，整栋商厦均被烧毁。

## 起火原因
2013年4月11日市政府公布官方調查，認定事故直接原因：商廈一層東南角中轉庫房內空調電源線未穿金屬管保護，其導線电弧持續作用，導致線路異常溫升及相間絕緣性能下降，發生相間電弧性短路，引燃周圍可燃物。間接原因是，各方的消防安全職責未被履行。

## 死亡人数
这一起中国火灾的死伤数受很大争议。官方指遇难者共10名，其中9名工作人员1名顾客，受到廣泛質疑。受質疑的原因是因为官方的说法解释不了很多疑问，例如莱德商厦是蓟县最大的商场，周日有很多人，火災现场火势很大，大火持续了7个小时才被扑灭，而且据新闻里现场目击者的说法，很多人是跳楼逃生，在这种情况下，只有10人遇难的數字引發質疑，而且官方通報的遇難人數中9位是商场工作人员，只有1位是顾客。
一個廣為流傳的說法是378死，但這個說法也不足為信。薊縣殯儀館黨委書記劉燕海指，火灾于2012年6月30日15时41分發生，殯儀館在7月1日至7月14日總共火化了197人。。

## 灾後

### 反省
一次中共中央党校中青班结业时，一位即将晋升副部级的学员针对网络管理发表意见，认为“天津蓟县大火，那么个小事情在网络上搞成好大的事情一样，搅和人心。我们需要加强管理。”党校教师蔡霞批评“人命关天的事情你们认为是小事，社会当然认为它是大事，我们对老百姓的生命有没有基本的感情？”“我给那学员打分很低。我感觉你对人民的感情极淡漠，这不是思想观点不同，是良心何在？”

### 媒体报导受阻
记者指在现场拍照时遭警方阻拦、威胁“再拍就没收相机”。后来欲与不知亲人下落的家属接触时，又被有关人员跟踪。事发之后，天津本土的媒体全部失声，仅以170字官方通稿报道此事，引发外界批评。《云南信息报》作为异地媒体发表社论《蓟县大火需要彻底的信息公开》，指出公众应当享有对此次火灾事故的知情权，蓟县政府应当彻底的公开全部信息。

### 悼念
7月6日下午，很多蓟县当地民众聚集在当地的鼓楼广场“悼念”莱德商厦火灾死难者。

### 追责
2013年4月11日，天津市政府對薊縣該事故調查處理意見作出批覆，認定這是一起責任事故。以重大勞動安全事故罪，一審判處萊德商廈實際控制人姚海利有期徒刑六年，商廈法定代表人姚學良有期徒刑四年，商廈副總經理高卓海、劉學良、王芳有期徒刑三年，緩刑四年，商廈電工宗福群有期徒刑三年緩刑三年；分別以涉嫌濫用職權罪、受賄罪和涉嫌玩忽職守罪，對原薊縣消防大隊大隊長楊繼倉、原薊縣消防大隊防火科參謀呂桂河刑事拘留。對萊德商廈罰款90萬元人民幣，對商廈實際控制人姚海利處以上一年年收入60%的罰款。

## 相关火灾
- 中国火灾列表